# Bleomycine
Die Bleomycine sind eine Gruppe von strukturell eng verwandten antibiotisch und zytostatisch wirksamen Glycopeptidverbindungen, die von dem Bakterium  Streptomyces verticillus gebildet werden.

## Struktur und Eigenschaften
Das Grundgerüst der Bleomycine ist die Bleomycinsäure, ein Glycopeptid. Der Peptidteil ist aus zehn Bausteinen aufgebaut und glycosidisch mit einem aus L-Gulose und 3-O-Carbamoyl-D-mannose bestehenden Disaccharid verknüpft. Charakteristisch ist unter anderem das aus zwei Cysteineinheiten gebildete Dithiazolringsystem.
Die Bleomycine stellen die Amide der Bleomycinsäure dar, es sind 16 natürliche Vertreter bekannt.
| Biogene und halbsynthetische Bleomycine | Biogene und halbsynthetische Bleomycine | Biogene und halbsynthetische Bleomycine | Biogene und halbsynthetische Bleomycine | Biogene und halbsynthetische Bleomycine | Biogene und halbsynthetische Bleomycine |
| --------------------------------------- | --------------------------------------- | --------------------------------------- | --------------------------------------- | --------------------------------------- | --------------------------------------- |
| Grundstruktur der Bleomycine            |                                         |                                         |                                         |                                         |                                         |
| Name                                    | –R                                      | CAS-Nummer                              | PubChem                                 | Summenformel                            | Molare Masse                            |
| - Bleomycinsäure (Bleomycin G)          | –OH                                     | 37364-66-2                              | 2410                                    | C50H72N16O22S2                          | 1313,33 g·mol−1                         |
| - Bleomycin A1                          |                                         | 58995-26-9                              | 84060                                   | C54H81N17O22S3                          | 1416,52 g·mol−1                         |
| - Bleomycin A2                          |                                         | 11116-31-7                              | 5460769                                 | C55H84N17O21S3+                         | 1415,55 g·mol−1                         |
| - S-Demethylbleomycin A2                |                                         |                                         |                                         | C54H81N17O21S3                          | 1400,52 g·mol−1                         |
| - Bleomycin A5                          |                                         | 11116-32-8                              | 84046                                   | C57H89N19O21S2                          | 1440,56 g·mol−1                         |
| - Bleomycin A6                          |                                         | 37293-17-7                              | 5483658                                 | C60H96N20O21S2                          | 1497,66 g·mol−1                         |
| - Bleomycin B'1                         | –NH2                                    | 41138-54-9                              | 84052                                   | C50H73N17O21S2                          | 1312,35 g·mol−1                         |
| - Bleomycin B2                          |                                         | 9060-10-0                               | 5496540                                 | C55H84N20O21S2                          | 1425,51 g·mol−1                         |
| - Bleomycin B4                          |                                         | 9060-11-1                               | 84043                                   | C68H110N22O27S2                         | 1731,86 g·mol−1                         |
| - Peplomycin                            |                                         | 68247-85-8                              | 6852373                                 | C61H88N18O21S2                          | 1473,56 g·mol−1                         |
| - Liblomycin                            |                                         | 88266-67-5                              | 16130954                                | C99H125N19O25S2                         | 2045,29 g·mol−1                         |

Unter dem Freinamen Bleomycin wird ein fermentativ hergestelltes Typgemisch als Arzneistoff zur Behandlung von Krebserkrankungen verwendet. Es besteht zu mindestens 85 % aus Bleomycin A2+B2.
Peplomycin und Liblomycin sind zwei halbsynthetische Bleomycin-Abkömmlinge, die therapeutisch nicht genutzt werden. Strukturell verwandt mit den Bleomycinen sind die Cleomycine, Talisomycine, Phleomycine und das Zorbamycin.

Struktur von Zorbamycin
Struktur von Talisomycin A